# Parodia musical
Una parodia musical es una composición musical realizada a partir de otra preexistente, ya sea propia o ajena. Se diferencia del significado general de parodia en que la parodia musical no es necesariamente una versión satírica, burlesca o humorística de la obra original, sino solo una reelaboración, aunque pueda tener finalidades humorísticas.
Una parodia musical puede consistir en la reutilización de una misma música pero cambiándole el texto o el uso. También se denomina parodia cuando la propia música se reelabora, pero permaneciendo en la nueva pieza alguna relación evidente con la original.

## Historia
Durante la llamada Edad Media se denominó contrafactum (en plural, contrafacta) al procedimiento de cambiar el texto de una melodía, en muchos casos de carácter profano, para darle un nuevo uso de carácter sacro.
La obra The Beggar's Opera es una ópera compuesta a partir de tonadas populares, himnos religiosos y otras piezas de música docta de la época (por ejemplo, de Henry Purcell o Händel). En este caso, al procedimiento paródico de reutilización de obras previas se suma el hecho de que el contenido mismo de la composición es satírico.
El uso de la parodia como recurso creativo no era un procedimiento mal visto ni considerado negativamente, aunque esa percepción ha ido cambiando con el tiempo. Fue empleada por Johann Sebastian Bach o Camille Saint-Saëns, entre muchos otros compositores.